# Jonas Lundén (Fußballspieler)
Jonas Lundén (* 27. Dezember 1980 in Borlänge) ist ein ehemaliger schwedischer Fußballspieler. Der Abwehr- und Mittelfeldspieler kam 2001 in der schwedischen Nationalmannschaft zum Einsatz. Nach seinem Karriereende wurde er bei seiner letzten Spielstation GAIS Sportchef.

## Werdegang

### Spielerkarriere
Lundén begann mit dem Fußballspielen bei Forssa BK. Später wechselte er in die Jugend des höchstklassigsten Vereins seiner Heimatstadt, dem Zweitligisten IK Brage. Von dort wechselte er 1997 zum IFK Göteborg, bei dem er in der Spielzeit 1998 in die Allsvenskan debütierte. An der Seite von Spielern wie Andreas Hermansson, Magnus Erlingmark, Steinar Pedersen und Gustaf Andersson hatte er sich – seinerzeit noch Offensivspieler – um die Jahrtausendwende unter Trainer Stefan Lundin im Kader der Erstligamannschaft etabliert. In der Folge berief ihn das Nationaltrainerduo Tommy Söderberg und Lars Lagerbäck für die Auftaktländerspiele 2001 in die Nationalmannschaft. Beim 0:0-Unentschieden gegen die Auswahl der Färöer am 31. Januar des Jahres wurde er in der 76. Spielminute für Christian Wilhelmsson eingewechselt. 
Nachdem Lundén in der Spielzeit 2001 nur noch in sieben Spielen in der Stammformation stand, verließ er zum Saisonende den Göteborger Klub. Neuer Arbeitgeber wurde der Ligarivale IF Elfsborg. In der von Anders Grönhagen betreuten Mannschaft eroberte er in seinem ersten Jahr einen Stammplatz. An der Seite von Jari Ilola, Fredrik Stenman, Andreas Klarström, Lars Nilsson und Fredrik Berglund spielte er mit dem Klub im hinteren Ligabereich. Nachdem er ab der Spielzeit 2004 wegen diverser Verletzungen oftmals ausfiel und der neu verpflichtete Trainer Magnus Haglund in der Folge vermehrt auf das Sturmduo Joakim Sjöhage und Hans Berggren als Offensivkräfte setzte, kam er kaum noch zum Zug und wurde bei seinen vereinzelten Einsätzen vermehrt in defensiveren Positionen aufgestellt.
2006 schloss Lundén sich dem Erstligaaufsteiger GAIS an. Auch hier wurde der Defensiv-Allrounder anfangs von Verletzungen gebremst, stand aber bei seinen Spieleinsätzen regelmäßig in der Startelf und zeichnete sich dabei durch gute Leistungen aus. In der Folge verlängerte der Klub im Herbst 2007 seinen Vertrag um zwei Jahre. Unter den Trainern Magnus Pehrsson, der den Klub in der Spielzeit 2008 betreute, und dessen Nachfolger Alexander Axén gehörte er weiterhin an der Seite von Wanderson do Carmo, Dime Jankulovski und Richard Ekunde zum Stamm der Mannschaft, wurde aber erneut öfters von kleineren Verletzungen gebremst. Nach Ende der Spielzeit 2011, in der er in zwölf Spieleinsätzen zum fünften Tabellenplatz und damit besten Ergebnis der jüngeren Vereinsgeschichte beigetragen hatte, beendete er seine aktive Laufbahn.

### Nach der aktiven Zeit
Direkt nach seinem Karriereende wechselte Lundén als Assistent von Sportchef Mats Persson in den administrativen Bereich bei GAIS. Als in der Spielzeit 2012 der Klub in den Abstiegskampf rutschte und sich Anfang Oktober der Gang in die Zweitklassigkeit langsam manifestierte, organisierte sich der Verein neu. In diesem Zug beerbte Lundén Persson als Sportchef des Klubs, der den Umbruch organisieren sollte.